# Emma Sleep
Die Emma Sleep GmbH ist ein Handelsunternehmen für Matratzen, Betten, Kissen und Bettdecken mit Sitz in Frankfurt am Main.
Es wurde 2013 als Bettzeit GmbH gegründet. Die Eintragung der Marke Emma erfolgte 2015.
Das Unternehmen betreibt je eine Filiale in Manila (Philippinen), Lissabon (Portugal), Shanghai (China) und Mexiko-Stadt (Mexiko).

## Geschichte
Dennis Schmoltzi und Manuel Müller haben 2013 die Bettzeit GmbH gegründet und betrieben den Onlineshop Dormando, der Matratzen verschiedener Marken anbot. Ende 2015 gründete Max Laarmann die Emma Matratze GmbH mit der Marke „Emma“ als Tochterunternehmen von Bettzeit. Die gleichnamige Matratze nach dem One-Fits-All-Konzept, die für alle Körpertypen geeignet sein soll, wurde als Direct-To-Consumer-Marke konzipiert und stand damit in Konkurrenz zu anderen Matratzen-Startups wie Casper, Eve oder Bett1.
Zum Jahresbeginn 2017 übernahm die Bettzeit GmbH die insolvente Dunlopillo Deutschland GmbH mit der Marke Dunlopillo für einen nicht genannten Preis. Der Produktionsstandort in Alzenau wurde aufgegeben und das Sortiment verkleinert. Zum 1. Okt. 2023 wurde die Dunlopillo Deutschland GmbH an eine Hamburger Reederfamilie verkauft und als Dunlopillo Vertriebs GmbH weitergeführt. Derselben Familie gehört bereits die Breckle-Gruppe in Northeim. Breckle musste Ende März 2024 Insolvenz anmelden. Dunlopillo ist von der Insolvenz nicht betroffen.
Im gleichen Jahr ging Bettzeit erstmals mit eigenen Produkten in den stationären Einzelhandel, so wurden Emma-Matratzen etwa bei Butlers und Matratzen Concord angeboten.
Der Onlineshop Dormando wurde 2019 eingestellt. Stattdessen wurden große Summen in das Marketing für Emma und Dunlopillo investiert. Seit Mai 2020 firmiert die Muttergesellschaft Bettzeit als Emma Sleep.
Im Juli 2020 verkauften die Gründer 50,01 Prozent der Unternehmensanteile der Emma Sleep GmbH an die Franz Haniel & Cie. GmbH. Die Gründer blieben Geschäftsführer des Unternehmens und halten die verbleibenden Anteile. Zeitgleich zum Verkauf der Dunlopillo Deutschland GmbH verkauften die beiden Gründer weitere 4 % der Unternehmensanteile an Franz Haniel & Co.

## Produkte und Vertrieb

Logo der Marke Emma

Unter der Marke Emma vertreibt Emma Sleep weltweit Matratzen, Betten sowie weitere Produkte fürs Schlafzimmer. Die Produkte werden mehrheitlich in Deutschland hergestellt und entwickelt. Sie sind bei mehr als 200 stationären Handelspartnern an mehr als 3000 Verkaufsstellen erhältlich.
In Deutschland beobachteten Verbraucherschutzstellen seit 2022, dass das Unternehmen die angegebenen Lieferzeiten nicht einhalte und der Widerruf der Kaufverträge schwierig sei. Das Unternehmen begründete die Verzögerungen unter anderem mit der großen Nachfrage.